# Campeonato Mundial de Atletismo de 2019 - Lançamento de disco feminino

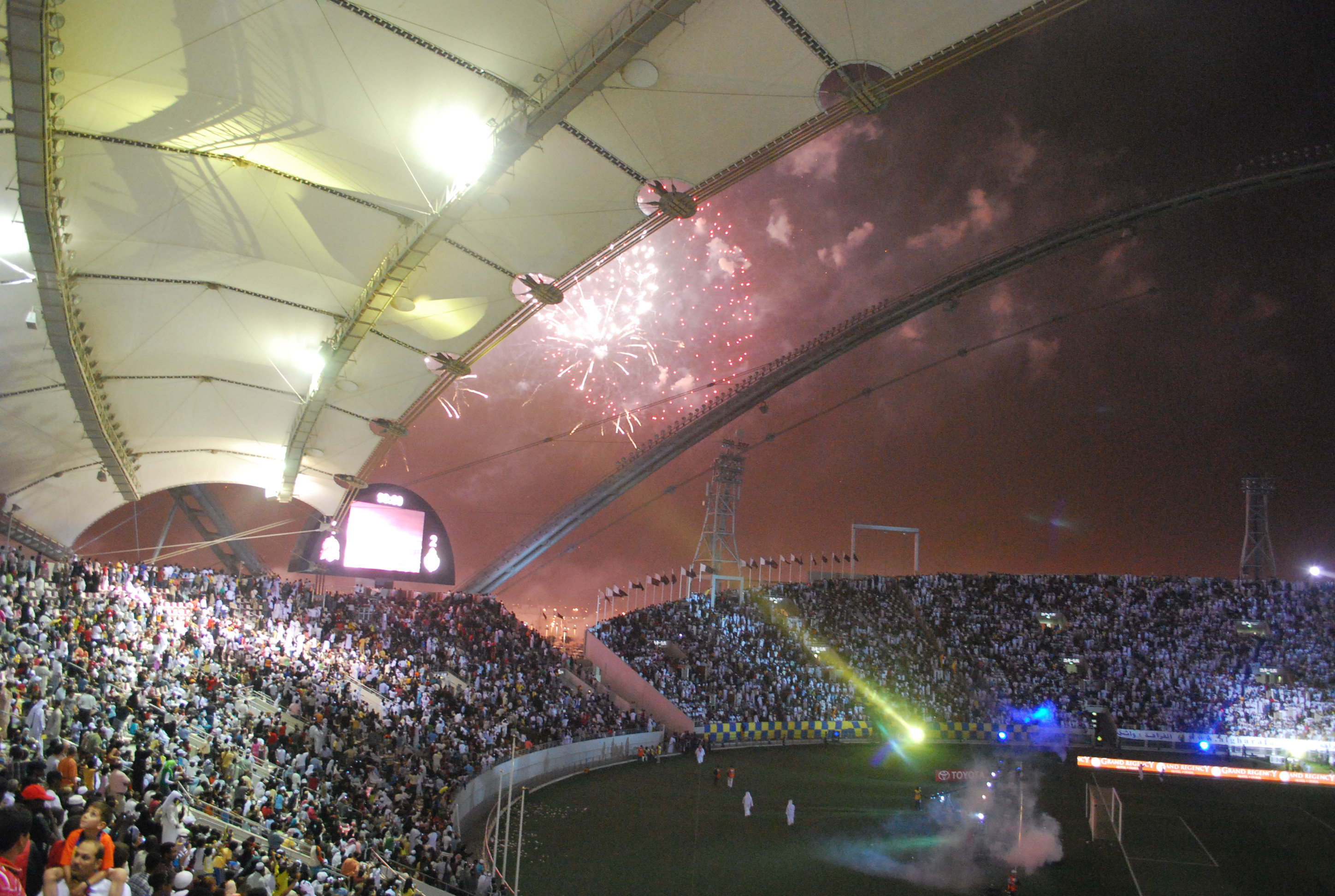
O Estádio Internacional Khalifa sediou a competição de lançamento de disco em 2019. É um dos maiores estádios do Catar.

A competição do lançamento de disco masculino no Campeonato Mundial de Atletismo de 2019 foi realizada no Estádio Internacional Khalifa, em Doha, no Catar, entre os dias 2 e 4 de outubro.

## Recordes
Antes da competição, os recordes eram os seguintes:
| Recorde mundial                               | Gabriele Reinsch (GDR)   | 76.80 | Neubrandenburg, Alemanha Oriental | 9 de julho de 1988   |
| Recorde do campeonato                         | Martina Hellmann (GDR)   | 71.62 | Roma, Itália                      | 31 de agosto de 1987 |
| Recorde do ano                                | Yaime Pérez (CUB)        | 69.39 | Sotteville, França                | 16 de julho de 2019  |
| Recorde africano                              | Elizna Naudé (RSA)       | 64.87 | Stellenbosch, África do Sul       | 2 de março de 2007   |
| Recorde asiático                              | Xiao Yanling (CHN)       | 71.68 | Pequim, China                     | 14 de março de 1992  |
| Recorde da América do Norte, Central e Caribe | Hilda Ramos (CUB)        | 70.88 | Havana, Cuba                      | 8 de maio de 1992    |
| Recorde da América do Sul                     | Andressa de Morais (BRA) | 65.98 | Lima, Peru                        | 6 de agosto de 2019  |
| Recorde europeu                               | Gabriele Reinsch (GDR)   | 76.80 | Neubrandenburg, Alemanha Oriental | 7 de julho de 1988   |
| Recorde da Oceania                            | Daniela Costian (AUS)    | 69.64 | Londres, Grã Bretanha             | 13 de agosto de 2017 |

## Medalhistas
| Ouro              | Prata                 | Bronze                |
| Yaime Pérez (CUB) | Denia Caballero (CUB) | Sandra Perković (CRO) |

## Tempo de qualificação
| Tempo de qualificação |
| --------------------- |
| 61.20 m               |

## Calendário
| Data                 | Horário | Fase         |
| -------------------- | ------- | ------------ |
| 2 de outubro de 2019 | 18:00   | Qualificação |
| 4 de outubro de 2019 | 21:00   | Final        |

Todos os horários estão no horário local (UTC+3)

## Resultados

### Qualificação
Qualificação: 63.00 m (Q) ou as 12 melhores performances (q).
| Pos. | Grupo | Atleta                    | Nacionalidade  | Tentativa | Tentativa | Tentativa | Marca | Notas                |
| Pos. | Grupo | Atleta                    | Nacionalidade  | 1         | 2         | 3         | Marca | Notas                |
| ---- | ----- | ------------------------- | -------------- | --------- | --------- | --------- | ----- | -------------------- |
| 1    | A     | Yaime Pérez               | Cuba           | 67.78     |           |           | 67.78 | Q                    |
| 2    | B     | Denia Caballero           | Cuba           | x         | 65.86     |           | 65.86 | Q                    |
| 3    | B     | Sandra Perković           | Croácia        | 65.20     |           |           | 65.20 | Q                    |
| 4    | A     | Mélina Robert-Michon      | França         | 64.02     |           |           | 64.02 | Q,                   |
| 5    | B     | Laulauga Tausaga          | Estados Unidos | 61.33     | 63.94     |           | 63.94 | Q,                   |
| 6    | A     | Kristin Pudenz            | Alemanha       | 63.35     |           |           | 63.35 | Q                    |
| 7    | A     | Chen Yang                 | China          | 62.09     | 62.83     | 63.10     | 63.10 | Q                    |
| 8    | B     | Nadine Müller             | Alemanha       | 61.06     | 62.33     | 62.93     | 62.93 | q                    |
| 9    | B     | Feng Bin                  | China          | 60.22     | 62.51     | 62.09     | 62.51 | q                    |
| 10   | B     | Fernanda Martins          | Brasil         | x         | 62.33     | 60.53     | 62.33 | q                    |
| 11   | A     | Claudine Vita             | Alemanha       | 61.24     | 62.31     | 62.09     | 62.31 | q                    |
| 12   | A     | Valarie Allman            | Estados Unidos | 57.99     | x         | 62.25     | 62.25 | q                    |
| 13   | B     | Chioma Onyekwere          | Nigéria        | 61.38     | x         | x         | 61.38 | Recorde pessoal      |
| 14   | A     | Kelsey Card               | Estados Unidos | 60.15     | 61.32     | 59.39     | 61.32 |                      |
| 15   | A     | Chrysoula Anagnostopoulou | Grécia         | 56.43     | 58.33     | 59.91     | 59.91 | Recorde da temporada |
| 16   | A     | Shanice Love              | Jamaica        | x         | 56.65     | 59.50     | 59.50 |                      |
| 17   | B     | Eliška Staňková           | Chéquia        | 58.64     | 57.41     | 58.98     | 58.98 | Recorde da temporada |
| 18   | B     | Jorinde van Klinken       | Países Baixos  | x         | 58.58     | x         | 58.58 |                      |
| 19   | B     | Shadae Lawrence           | Jamaica        | 57.55     | 58.51     | x         | 58.51 |                      |
| 20   | B     | Daisy Osakue              | Itália         | 57.55     | x         | x         | 57.55 |                      |
| 21   | A     | Dragana Tomašević         | Sérvia         | x         | 57.13     | 56.93     | 57.13 |                      |
| 22   | B     | Daria Zabawska            | Polónia        | x         | 57.05     | x         | 57.05 |                      |
| 23   | B     | Irina Rodrigues           | Portugal       | x         | 56.21     | x         | 56.21 |                      |
| 24   | B     | Vanessa Kamga             | Suécia         | 53.58     | 55.87     | x         | 55.87 |                      |
| 25   | A     | Nataliya Semenova         | Ucrânia        | x         | 54.68     | 54.57     | 54.68 |                      |
| 26   | A     | Liliana Cá                | Portugal       | 52.89     | 51.36     | 54.31     | 54.31 |                      |
| 27   | A     | Melany Matheus            | Cuba           | 52.52     | x         | 51.64     | 52.52 |                      |
| 28   | A     | Alexandra Emilianov       | Moldávia       | x         | 52.05     | 50.86     | 52.05 |                      |
| 29   | B     | Nanaka Kori               | Japão          | 46.03     | 48.82     | 48.01     | 48.82 |                      |
| 30   | A     | Marija Tolj               | Croácia        | x         | x         | x         | NM    |                      |

### Final
A final ocorreu dia 4 de outubro às 21:00.
| Pos.              | Atleta               | Nacionalidade  | Tentativa | Tentativa | Tentativa | Tentativa | Tentativa | Tentativa | Marca | Notas |
| Pos.              | Atleta               | Nacionalidade  | 1         | 2         | 3         | 4         | 5         | 6         | Marca | Notas |
| ----------------- | -------------------- | -------------- | --------- | --------- | --------- | --------- | --------- | --------- | ----- | ----- |
| Medalha de ouro   | Yaime Pérez          | Cuba           | 68.10     | 65.01     | 65.76     | 68.01     | 69.17     | 64.61     | 69.17 |       |
| Medalha de prata  | Denia Caballero      | Cuba           | x         | 66.80     | 67.32     | 68.44     | x         | 65.64     | 68.44 |       |
| Medalha de bronze | Sandra Perković      | Croácia        | 66.72     | 62.30     | 66.19     | x         | x         | x         | 66.72 |       |
| 4                 | Chen Yang            | China          | 59.54     | 61.50     | 63.38     | x         | 61.31     | x         | 63.38 |       |
| 5                 | Feng Bin             | China          | 62.48     | x         | x         | 61.31     | x         | 61.00     | 62.48 |       |
| 6                 | Fernanda Martins     | Brasil         | 60.47     | 62.44     | 61.11     | x         | x         | 62.24     | 62.44 |       |
| 7                 | Valarie Allman       | Estados Unidos | x         | 61.82     | 59.40     | x         | x         | x         | 61.82 |       |
| 8                 | Nadine Müller        | Alemanha       | x         | 59.88     | 60.98     | 61.55     | x         | 60.35     | 61.55 |       |
| 9                 | Claudine Vita        | Alemanha       | 60.77     | 59.14     | x         |           |           |           | 60.77 |       |
| 10                | Mélina Robert-Michon | França         | x         | 59.99     | 57.64     |           |           |           | 59.99 |       |
| 11                | Kristin Pudenz       | Alemanha       | 55.94     | 57.69     | x         |           |           |           | 57.69 |       |
| 12                | Laulauga Tausaga     | Estados Unidos | x         | x         | x         |           |           |           | NM    |       |

Legenda
| Recorde mundial       | Recorde mundial (World record)               |                       | Recorde africano                      | Recorde africano (African) |                                           | Q | Classificado por posição (Qualified) |
| Recorde do campeonato | Recorde do campeonato (Championship record)  | Recorde da América    | Recorde da América (Americas)         | q                          | Classificado por melhor tempo (Qualified) |   |                                      |
| Melhor marca do ano   | Melhor marca do ano (World leading)          | Recorde asiático      | Recorde asiático (Asian)              | DNS                        | Não largou (Did not start)                |   |                                      |
| Recorde nacional      | Recorde nacional (National record)           | Recorde europeu       | Recorde europeu (European)            | DNF                        | Não terminou (Did not finish)             |   |                                      |
| Recorde pessoal       | Recorde pessoal do atleta (Personal best)    | Recorde da Oceania    | Recorde da Oceania (Oceania)          | DSQ / DQ                   | Desclassificado (Disqualified)            |   |                                      |
| Recorde da temporada  | Recorde da temporada do atleta (Season best) | Recorde sul-americano | Recorde sul-americano (South America) | NM                         | Sem marca (No mark)                       |   |                                      |